# Софиевка (Криворожский район)
Софиевка (укр. Софіївка; до 1953 года — Софиево-Гейковка, в 1953—1963 годах — Софиево, в 1963—2016 годах — Валово́е) — село, Софиевский сельский совет, Криворожский район, Днепропетровская область, Украина.
Код КОАТУУ — 1221880501. Население по переписи 2001 года составляло 1316 человек.
Является административным центром Валовского сельского совета, в который, кроме того, входит село Ивановка.

## Географическое положение
Село Софиевка находится на берегу реки Боковая (в основном на правом), выше по течению на расстоянии в 2,5 км расположено село Анастасовка, ниже по течению начинается Карачуновское водохранилище.

## История
Основано в 1780 году. На момент основания насчитывалось 12 489 десятин земли. Церковный приход в Софиевке начал существовать с 1783 года (Производная церковь Святой мученицы Софии). Впоследствии село называлось Софиево-Гейковка в честь собственника села помещика, генерал-поручика Гейкина и его жены Софии, с 1953 года — Софиево. В 1963 году получило название Валовое в честь советского милиционера.
По состоянию на 1886 год в местечке Софиевка, центре Софиевской волости Александрийского уезда Херсонской губернии, проживало 499 человек, насчитывалось 70 дворовых хозяйств, существовали православная церковь, еврейская синагога, 10 лавок, происходили 2 ярмарки в год : 25 марта та 17 сентября, базары по воскресеньям.
Во второй половине XX века в Валовом располагалась центральная усадьба Христофоровской птицефабрики.
В 2016 году в рамках проводимой политики декоммунизации селу возвращено историческое название Софиевка.

## Экономика
- Племптицезавод «Христофоровский».
- Турбаза «Рубин».
- Детский оздоровительный лагерь «Корчагинец».

## Объекты социальной сферы
- Школа.
- Детский сад.
- Дом культуры.
- Фельдшерско-акушерский пункт.

## Транспорт
- Маршрутный рейс <414> Кривой Рог — Христофоровка (через Лозоватку).
- Маршрутный рейс <403> Кривой Рог — Христофоровка (через Кудашевку).
- Маршрутный рейс <404> Кривой Рог — Ивановка (через Софиевку).

## Достопримечательности
- Братская могила советских воинов.